# Manuel de Barros Amado da Cunha
Manuel de Barros Amado da Cunha foi um capitão piloto aviador da Aeronáutica Militar e político português, que exerceu como Governador Civil de Faro entre 17 de Janeiro e 7 de Setembro de 1948.

## Biografia

### Nascimento e Família
Nascido em Lagos, no ano de 1890, Manuel de Barros Amado da Cunha era filho de José Higino Amado da Cunha (1862-1936), coronel de infantaria, natural de Olhão, e de Henriqueta do Carmo de Barros (1868-1962), natural de Boliqueime, concelho de Loulé. Era o segundo filho dos oito filhos do casal, sendo, nomeadamente, irmão mais novo do tenente de infantaria, aguarelista e caricaturista José Ricardo de Barros Amado da Cunha (1888-?).

### Casamento
Era casado com D. Guilhermina de Macedo Pinto Menezes e Faro, com a qual teve dois filhos: Maria da Graça Amado da Cunha (1919-2001), pianista e activista feminista e antifascista, e Francisco Manuel Amado da Cunha (1921-2014), tenente piloto aviador.

## Legado e Homenagens
Postumamente, o seu nome foi atribuído à toponímia do concelho de Lagos.